# Arxiu Municipal d'Alcoi
L'Arxiu Municipal d'Alcoi és un arxiu vinculat i que dona servei a l'Ajuntament i el municipi d'Alcoi des de la fundació de la ciutat al segle xiii. En un primer moment contenia tota la documentació municipal a la Casa de Corts (on actualment es troba el Museu Arqueològic Municipal). Però a mitjans del segle xix amb la construcció de la nova Casa Consistorial, l'arxiu va traslladar-se a aquest mateix edifici, on va estar-s'hi fins a l'any 1983 que es traslladaria a la nova Casa de Cultura (a l'edifici de l'antiga sucursal local del Banc d'Espanya) que s'havia adequat per acollir-hi l'Arxiu Històric.
L'Arxiu històric conserva documents singulars com l'anomenat «Esborrany de la Cort de Justícia de 1263-1265» o «Llibre d'extravagants» datat el 1263, considerat el document en paper escrit en valencià (xativí) més antic que es conserva. I a més, custodia una rica col·lecció documental de l'època foral (els Llibres de Consells de 1411 a 1707, Corts de justícia del 1308 al 1705…), així com un destacat fons notarial de caràcter comarcal.
De períodes més actuals en destaca la documentació generada pel procés engegat arran de la revolució del Petroli (1873), que testimonia la història del moviment obrer local. O també la incorporació de l'Arxiu Notarial amb gairebé un miler de protocols alcoians (1296-1888) i d'altres pobles del voltant (1367-1849). Així com l'hemeroteca, que custodia amb exemplars de més de 200 publicacions periòdiques alcoianes des del 1837 fins a l'actualitat. I també s'hi han incorporat nous fons documentals com ara una part de l'Arxiu de la Reial Fàbrica de Draps (microfilmat) i d'altres institucions i empreses de la localitat.
A aquests documents s'hi ha sumat fons d'entitats i persones de gran rellevància a Alcoi, i que han aportat la incorporació de documentació de personalitats com Joan Valls, José Moya, Rogelio Sanchis, etcètera. I també la digitalització del fons sonor de "Radio Alcoy: Cadena Ser".
Cal destacar d'aquest arxiu que tot i que la catalogació de l'arxiu quan es feu el trasllat respectava un ordre en bloc documental que facilitava la consulta, la catalogació que s'aplicà a partir de 1707 en què s'optà per fer-ho temàticament complicaria el treball d'investigació sobre els fons del qual.

## Fons
- Genealogia[4]
- Fons Històric
- Fons Administratiu
- Fons Casa De Beneficencia
- Fons Vicente Doménech Martí
- Fons Notarial
- Fons De La Batllia I Del Corregimiento
- Fons Jutjats
- Fons Família Descals
- Fons Antonio Revert Cortés
- Fons Adrian Miró
- Fons Alfonso Carbonell Miralles
- Fons Família Jover
- Juan Bautista Martí Sanz
- CAEHA (Centre Alcoià d'Estudis Històrics i Arqueològics)
- Fons Rafael Mengual Soriano
- Fons Joaquín Aracil Aznar
- Fons "la Cazuela"
- Fons Jordi Valor I Serra